# Tungua
Tungua ist eine Insel im Süden von Haʻapai im Pazifik. Sie gehört politisch zum Königreich Tonga. Die Insel hat 158 Bewohner (Stand 2021).

## Geographie
Das Motu liegt im Gebiet von Lulunga. Im Umkreis liegen zahlreiche weitere Inselchen: Luanamo, ʻOʻua, Kongaloto, Nukulai, Kito (Keetoo) sowie weitere Riffe.
Auf der Insel gibt es eine „Church of Jesus Christ of Latter-day Saints“.

## Klima
Das Klima ist tropisch heiß, wird jedoch von ständig wehenden Winden gemäßigt. Ebenso wie die anderen Inseln der Haʻapai-Gruppe wird Tungua gelegentlich von Zyklonen heimgesucht.